# Wojna litewsko-moskiewska (1512–1522)

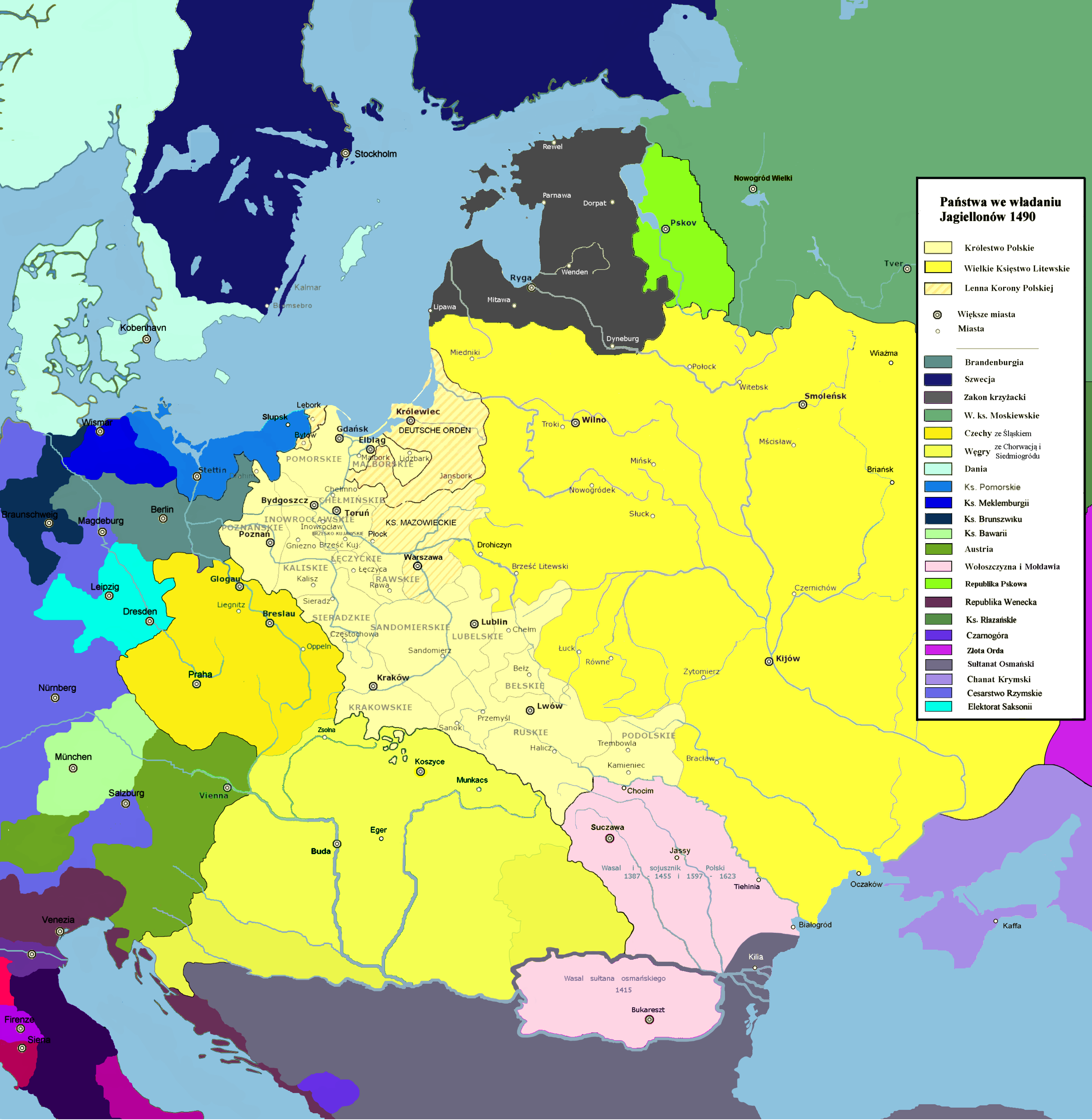
Państwa we władaniu dynastii Jagiellonów pod koniec XV wieku

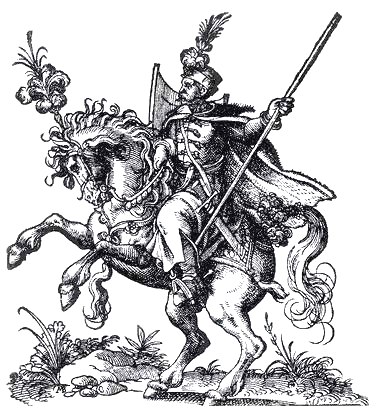
Polski husarz z I połowy XVI wieku

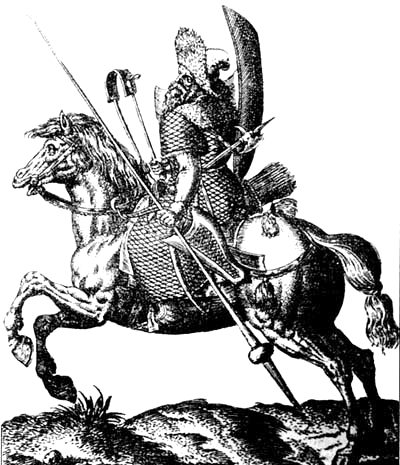
Jeździec moskiewski z I połowy XVI wieku

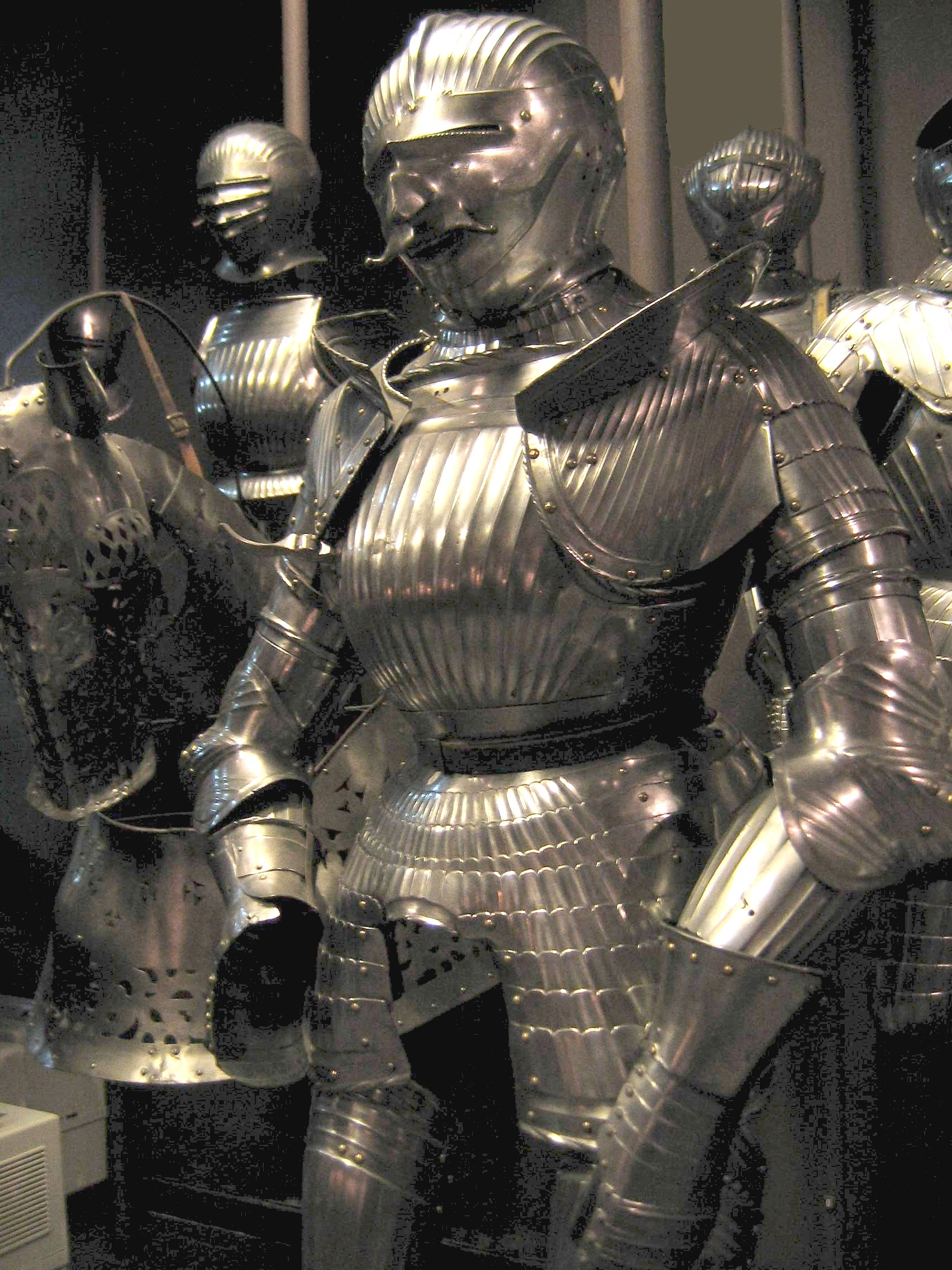
Zbroja płytowa typu niemieckiego, polskiego rycerza zaciężnego około 1514

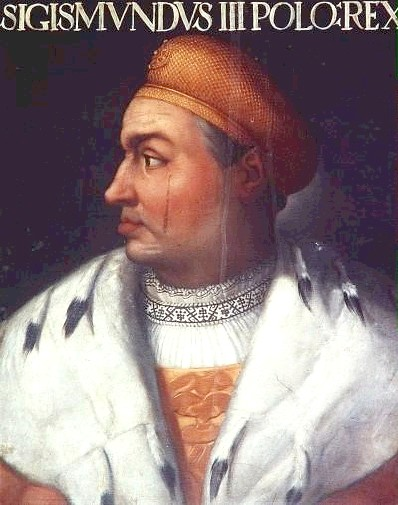
Zygmunt I Stary

Wojna litewsko-moskiewska 1512–1522 – wojna stoczona pomiędzy Polską, wspieraną przez Wielkie Księstwo Litewskie a Wielkim Księstwem Moskiewskim w latach 1512–1522.

## Geneza
Po zawarciu pokoju wieczystego z Wielkim Księstwem Moskiewskim w 1508, kończącego wojnę moskiewską 1507–1508, Zygmunt I Stary podpisał sojusz zaczepno-odporny z chanem krymskim Mengli I Girejem.
W 1512 Tatarzy krymscy, działając w porozumieniu z królem Polski
przeprowadzili serię najazdów łupieżczych na południowe tereny Wielkiego Księstwa Moskiewskiego. Wysunięte czambuły dotarły nawet pod Riazań. W drodze powrotnej na Krym, Tatarzy wypełniając postanowienia sojuszu, oddali w Kijowie Polakom i Litwinom 1/3 swoich łupów.
Wszystko to, w połączeniu z oskarżeniami wysuwanymi przeciwko Polakom i Litwinom, o rzekome prześladowanie przebywającej na dworze wileńskim Heleny Moskiewskiej, wdowy po Aleksandrze Jagiellończyku, stało się casus belli dla wielkiego księcia moskiewskiego Wasyla III.

## Pierwsza faza wojny
Rosjanie zawczasu wzmocnili swoją armię ciężkim uzbrojeniem sprowadzonym z Niemiec. Armia moskiewska wzbogaciła się o dużą liczbę  ciężkich dział oblężniczych, moździerzy i śmigownic.
W listopadzie 1512 wojska moskiewskie pod wodzą Iwana Repnina-Oboleńskiego, Daniela Szczenii i Iwana Czeladnina uderzyły na Wielkie Księstwo Litewskie. Rosjanie podeszli pod Smoleńsk, Połock, Witebsk, Borysław, Orszę, Brasław, Mińsk i Druck.
W lecie 1513 kniaź Michał Gliński rozpoczął oblężenie Smoleńska. Już wkrótce jednak uderzenie litewskich wojsk zaciężnych pod wodzą wojewody kijowskiego Jerzego Radziwiłła zmusiło Rosjan do wycofania się za linię Dźwiny. Zgrupowanie wojsk moskiewskich pod wodzą Wasilija Szemiaczycza przeprowadziło niespodziewany rajd na Kijów. Jednak wyprowadzone wówczas kontruderzenie wojsk litewskich dotarło nawet na Siewierszczyznę. 
We wrześniu 1513 drugą próbę zdobycia Smoleńska podjął sam wielki książę moskiewski Wasyl III. Jednak po sześciu tygodniach i to oblężenie zakończyło się niepowodzeniem. W dodatku hetman wielki litewski Konstanty Ostrogski wyparł Rosjan spod Orszy i zagroził odcięciem wojsk moskiewskich.

## Sojusz moskiewsko-niemiecki 1514
W tym samym czasie Polska została zagrożona ze strony zakonu krzyżackiego. Wielki mistrz Albrecht Hohenzollern, który od kilku lat odmawiał złożenia królowi polskiemu hołdu lennego, uznał, że nadarza się wyjątkowa okazja uderzenia na zaangażowane w konflikt z Wielkim Księstwem Moskiewskim państwo polsko-litewskie. Na dodatek nowy papież Leon X zdawał się sprzyjać Zakonowi krzyżackiemu w jego sporze z Królestwem Polskim. Wszystko to odbiło się niekorzystnie na pozycji międzynarodowej Polski. Jak pisał Zygmunt I do biskupa warmińskiego Fabiana Luzjańskiego 8 listopada 1513: Sądzili, że nas Moskal zje.
W lutym 1514 w Moskwie zawarto oficjalnie sojusz zaczepno-odporny pomiędzy cesarzem Maksymilianem I Habsburgiem a wielkim księciem Wasylem III, mocą którego obaj władcy zobowiązali się do wspólnego wystąpienia przeciwko Polsce i Litwie. Maksymilian zobowiązał się do udzielenia pomocy Moskwie w zdobyciu Kijowa, Smoleńska i Połocka. 

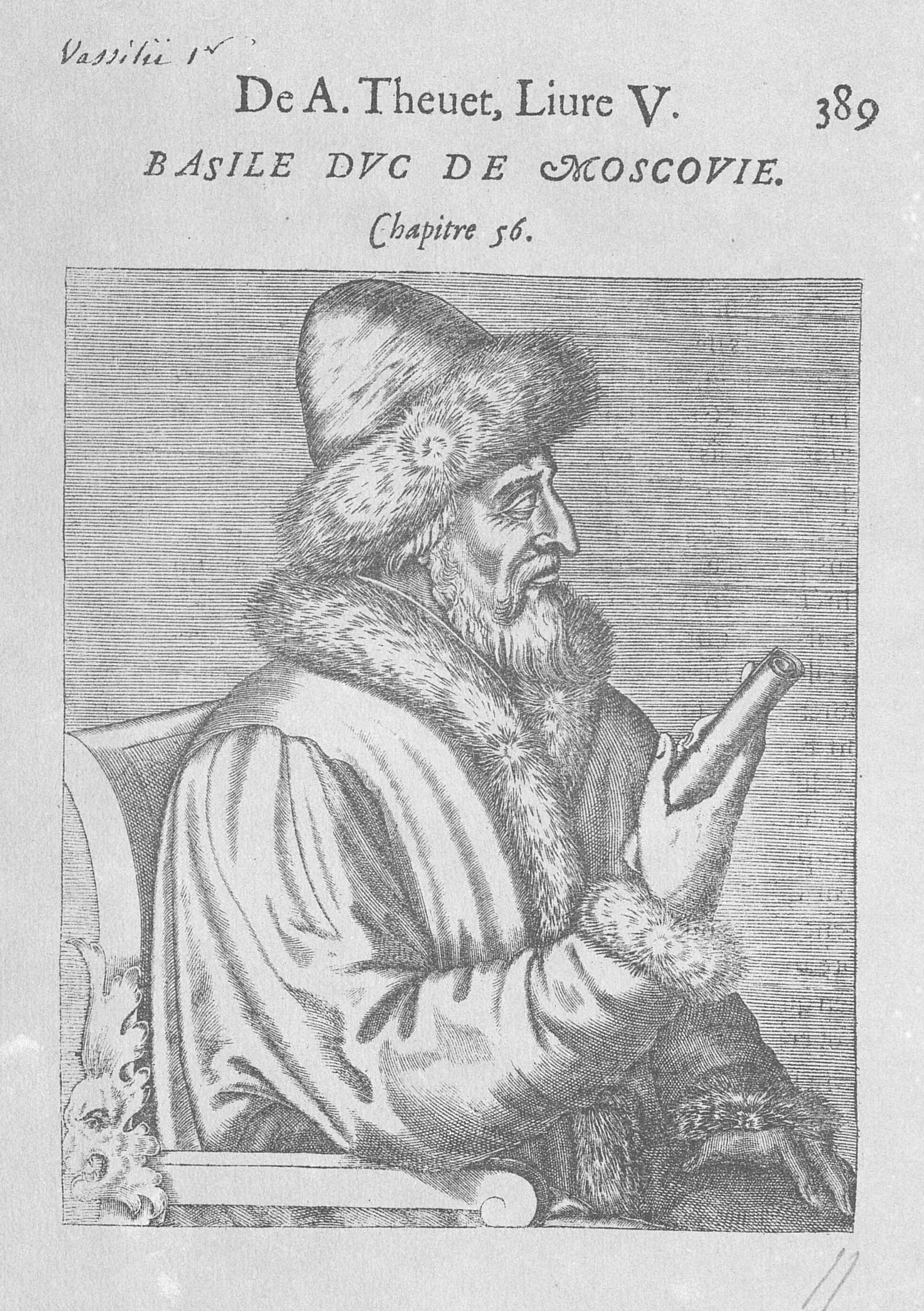
Wasyl III

## Druga faza wojny
Na początku 1514 na Siewierszczyznę przeszedł zagonem kolejny czambuł Tatarów krymskich.
W lutym Sejm litewski w Wilnie uchwalił nowe podatki na zaciąg polskich wojsk najemnych. Litwini zwerbowali 8 000 rycerzy zaciężnych pod dowództwem starosty trembowelskiego Janusza Świerczowskiego.
W kwietniu 1514 wojska moskiewskie pod wodzą Michała Glińskiego rozpoczęły kolejne oblężenie Smoleńska. W czerwcu pod miasto przybył sam Wasyl III. Wobec braku spodziewanej odsieczy wojewoda smoleński Jerzy Sołłohub poddał twierdzę Rosjanom 31 lipca. Wkrótce Rosjanom poddały się Mścisław, Krzyczew i Dubrowna.
Rosjanie od razu przeprowadzili deportację ludności Smoleńszczyzny w głąb Rusi Moskiewskiej, na jej miejsce sprowadzając osadników moskiewskich. Według Macieja Stryjkowskiego Wasyl III też wszystkich wywiódł do Moskwy i tam im imiona porozdawał w moskiewskich włościach, a Moskwie podawał imiona smoleńskie.

### Bitwa pod Orszą 1514

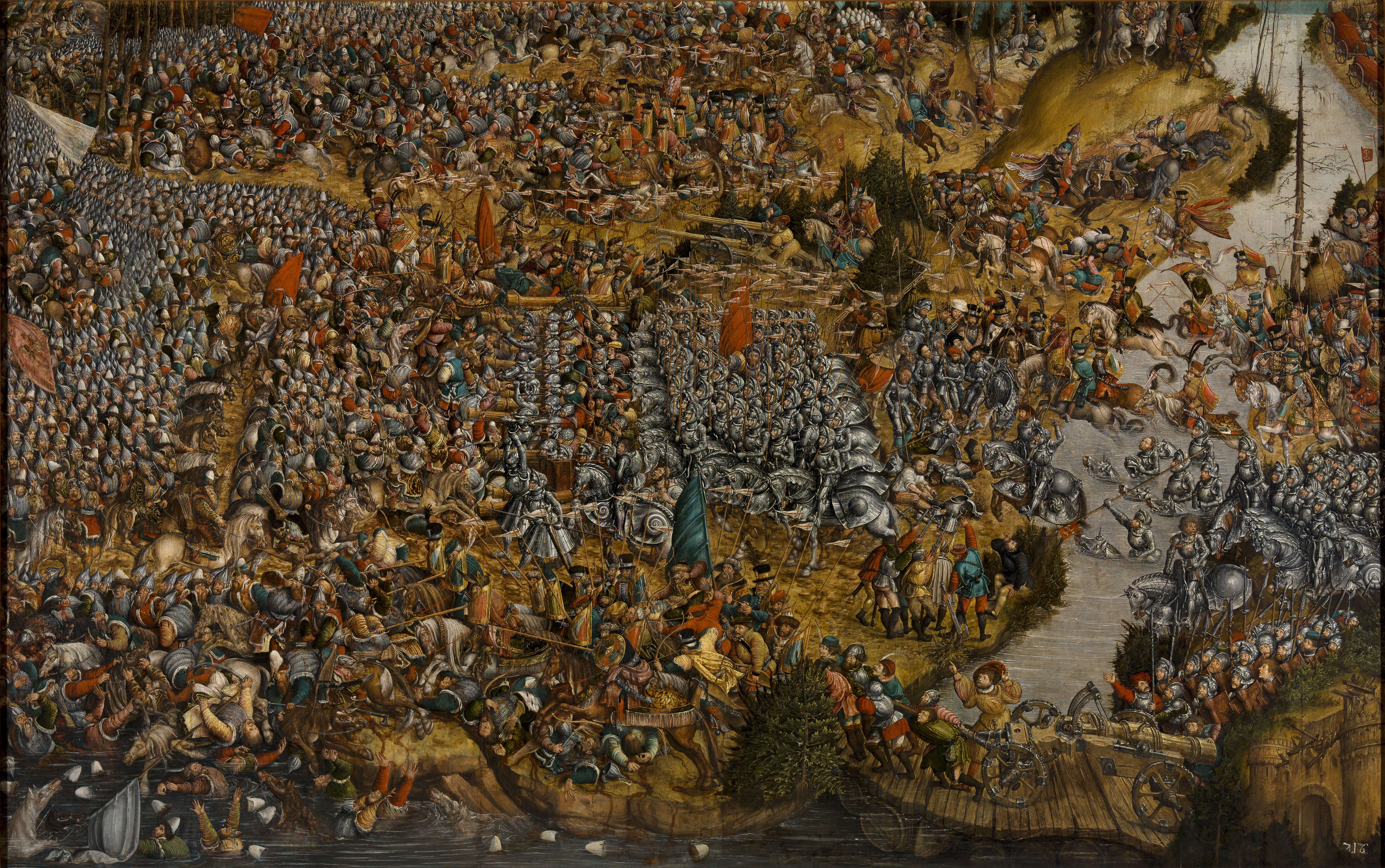
Bitwa pod Orszą, 8 września 1514

W sierpniu wojska polsko-litewskie przeprowadziły koncentrację w okolicach Mińska i wyruszyły w kierunku Borysowa. Tam z częścią armii pozostał król Zygmunt I, reszta natomiast 27 sierpnia sforsowała Berezynę.
8 września 1514 wojska Rzeczypospolitej pod dowództwem hetmana wielkiego litewskiego Konstantego Ostrogskiego, w sile 20 000 jazdy i 10 000 piechoty pobiły 50. tysięczne zgrupowanie jazdy moskiewskiej Iwana Czeladnina w bitwie pod Orszą.
Zwycięstwo to otworzyło wojskom jagiellońskim drogę na Smoleńsk. Jednak kolejna próba zdobycia twierdzy smoleńskiej się nie powiodła. W mieście powstał antymoskiewski spisek, na którego czele stanął biskup smoleński Warsonofiej. Dowódca moskiewski kazał powywieszać na murach miasta stronników Polski i Litwy czym osłabił morale i tak już wyczerpanego trudami kampanii wojska polsko-litewskiego.
Główne siły moskiewskie wycofały się jednak ze Smoleńszczyzny, oddając Mścisław, Krzyczew i Dubrownę. Wycofujący się Rosjanie sami spalili Dorohobuż.
Bezpośrednim skutkiem zwycięstwa orszańskiego, było rozbicie sojuszu niemiecko-moskiewskiego. Cesarz Maksymilian I jednostronnie wypowiedział traktat zaprzysiężony jeszcze 4 sierpnia 1514. W wyniku tego nastąpiło zbliżenie cesarstwa do państw Jagiellońskich, potwierdzone zawarciem porozumienia w czasie zjazdu wiedeńskiego w 1515.

## Trzecia faza wojny
W 1515 polskie wojska zaciężne pod dowództwem Janusza Świerczowskiego przypuściły atak w głąb państwa moskiewskiego, podchodząc zagonami pod Wielkie Łuki i Toropiec. Jednocześnie na Siewierszczyznę uderzyli Tatarzy krymscy wspierani przez wojska litewskie pod dowództwem starosty czerkaskiego Eustachego Daszkiewicza i wojewody kijowskiego Andrzeja Jakubowicza Niemirowicza.
Rosjanie przeprowadzili w tym samym roku operacje dywersyjne, pustosząc ziemie witebską, połocką i mścisławską. W nocy z 30 na 31 maja 1515, spłonęła część Starej Warszawy z kolegiatą św. Jana, kościołem św. Marcina oraz przedmieście z klasztorem i kościołem bernardynów. Wpis w księdze grodzkiej podaje, że zrobiła to banda rabusiów nasłanych przez księcia moskiewskiego.
W 1516 wojska moskiewskie bezskutecznie oblegały Witebsk, a litewskie Homel. 
W 1517 Konstanty Ostrogski przeprowadził operację zaczepną na terytorium państwa moskiewskiego, próbując zdobyć Opoczkę.

## Sojusz moskiewsko-krzyżacki
10 marca 1517 zawarto w Moskwie sojusz zaczepno-odporny pomiędzy Wielkim Księstwem Moskiewskim i zakonem krzyżackim, wymierzony przeciwko państwu polsko-litewskiemu. Wasyl III zobowiązał się dostarczyć wielkiemu mistrzowi Albrechtowi Hohenzollernowi środki pieniężne na zwerbowanie 10 000 piechoty i 2 000 jazdy zaciężnej, które to wojska miały być użyte we wspólnych działaniach przeciwko Zygmuntowi I Staremu.
Wielki książę moskiewski zobowiązywał się  jednocześnie wziąć pod swoją protekcję zakon krzyżacki.

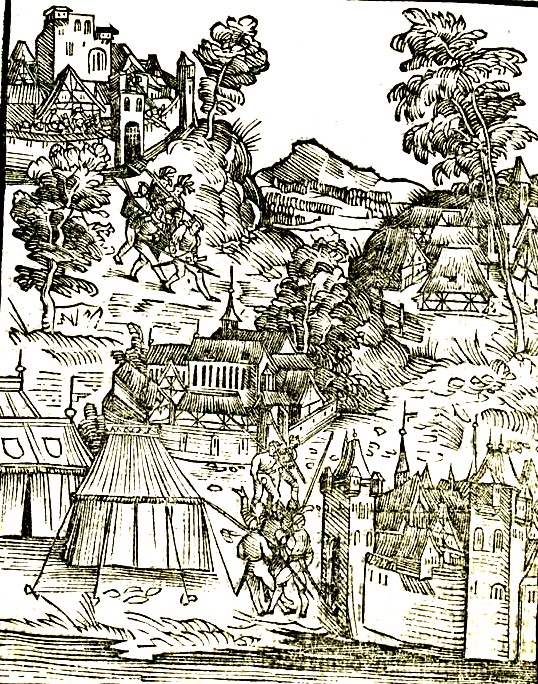
Walki wojsk polskich i moskiewskich, grafika z dzieła Jacoba Piso Die Schlacht von dem Kunig von Poln und mit dem Moscowiter, 1514

## Czwarta faza wojny
W 1518 wojska moskiewskie uderzyły na ziemię połocką, rozpoczynając oblężenie Połocka. 29 lipca Rosjanie zostali pobici przez odsiecz wojsk polsko-litewskich pod dowództwem Olbrachta Gasztołda, Jerzego Radziwiłła i Jana Boratyńskiego. Według współczesnych przekazów, w krytycznym momencie bitwy, na chmurze pojawił się święty Kazimierz, który miał wskazać wojskom polsko-litewskim dogodne brody na Dźwinie.
W tym roku wojska moskiewskie przeprowadziły jeszcze serię rajdów dywersyjnych, podchodząc pod Słuck, Mińsk i Nowogródek.
W 1519 na państwo polsko-litewskie spadł kolejny najazd wojsk moskiewskich i współdziałających z nimi Tatarów krymskich chana Mehmeda I Gireja. Rosjanie podeszli na odległość kilkudziesięciu kilometrów od Wilna, pustosząc okoliczne wsie i miasteczka. Tatarom udało się rozbić siły polsko-litewskie w bitwie pod Sokalem. Jednak wojska moskiewskie nie doczekały się spodziewanej pomocy zakonu krzyżackiego, który zwlekał z rozpoczęciem wojny z Polską i zmuszone zostały do wycofania się.
W lutym 1520 wojska moskiewskie ponowiły atak na Połock i Witebsk.
W lipcu 1521 oddział kozaków starosty czerkaskiego Eustachego Daszkiewicza wyprawił się wraz z Tatarami krymskimi chana Mehmeda I Gireja na Moskwę. Po rozbiciu wojsk moskiewskich nad Oką oddziałom tym udało się podejść pod mury stolicy państwa moskiewskiego. Wielki książę Wasyl III zmuszony został do zapłacenia haraczu.

## Rozejm
14 września 1522 w Moskwie strony konfliktu podpisały pięcioletni rozejm na zasadzie uti possidetis. Dla Litwy oznaczało to utratę Smoleńska i ziemi smoleńskiej (ok. 23 tys. km ²), zamieszkanych przez 100 000 ludności. Stronie litewskiej udało się jednak uniemożliwić używanie przez wielkich książąt moskiewskich tytułu książąt smoleńskich. Rozejm ten w 1526 przedłużono na 6 lat i w 1532 na rok.